# Marguerita Schumacher
Marguerita Schumacher (* 11. Juni 1982 in München) ist eine deutsche Schauspielerin.

## Leben
Schumacher absolvierte nach einem ersten Studium Theatre Studies am Rendcomb College in Cirencester, Gloucestershire, Film & Television Studies an der Roehampton University in London und eine Schauspielausbildung in München.
Während ihrer Ausbildung in England gab sie im Jahr 2000 ihr Theater-Debüt am Everyman Theatre in Cheltenham. Im Jahr 2007 folgte ihr deutsches TV-Debüt in Forsthaus Falkenau. Seither war die Schauspielerin in diversen Kino-, Film- und Fernsehproduktionen zu sehen.

## Filmografie (Auswahl)
- 2007: Forsthaus Falkenau (Fernsehserie, Folge Anfang und Ende)
- 2008: SOKO München (Fernsehserie, Folge Der Kronzeuge)
- 2009: Faktor 8 – Der Tag ist gekommen
- 2011: SOKO München (Fernsehserie, Folge In dubio pro Leo?)
- 2016: Die Rosenheim-Cops (Fernsehserie, Folge Der letzte Akt)
- 2017: Hubert und Staller (Fernsehserie, Folge Rosenkrieg)
- 2019: In aller Freundschaft – Die jungen Ärzte (Fernsehserie, Folge Schmerzen)